# 프란시스코 로드리게스 가르시아
프란시스코 로드리게스 가르시아(스페인어: Francisco Rodríguez García, 1934년 3월 8일 ~ 2022년 5월 17일)는 로드리(스페인어: Rodri)라는 별칭으로 알려진 스페인의 전 축구 선수로, 현역 시절 수비수로 활약했다.

## 클럽 경력
로드리는 카탈루냐 주 바르셀로나 출신이다. 그는 바르셀로나의 유소년부에서 활약하다가 1958년에 2군이었던 콘달에서 바르셀로나 1군으로 소속을 옮겼다. 그는 처음 두 시즌을 도합하여 48번의 경기에 출전했는데, 그 동안 라 리가 우승을 거두었지만, 막판 4년은 이와 대조되게 9경기 출장에 그쳤다.
로드리는 0-6으로 패한 레알 마드리드와의 1956년 9월 9일 원정 경기에서 콘달 소속으로 신고식을 치렀고, 시즌 끝에 강등을 당했다. 그는 1966년에 32세의 나이로 파랑-클라르 군단을 떠났고, 얼마 지나지 않아 은퇴했다. 그는 6년 동안 그의 친정 구단 수석 코치로 활동했는데, 주로 리뉘스 미헐스 감독을 보좌했다.

## 국가대표팀 경력
로드리는 1962년에 스페인 국가대표팀 경기에 4번 출전했고, 그 해 월드컵 명단에 이름을 올렸다. 칠레에서 열린 대회 본선에서, 그는 1-0으로 이긴 멕시코전과 1-2로 패한 브라질전에 출전했고, 대회는 조별 리그 탈락으로 마무리되었다.

## 수상
바르셀로나
- 라 리가: 1958–59, 1959–60
- 코파 델 헤네랄리시모: 1958–59, 1962–63
- 인터시티스 페어스컵: 1958–60